# Krzysztof Bosak
Pour les articles homonymes, voir Bosak.
Krzysztof Bosak (en polonais [ˈkʂɨʂtɔf ˈbɔsak] ), né le 13 juin 1982, est un homme politique polonais.
Membre de la Ligue des familles polonaises puis du Mouvement national, formation ultranationaliste, il est député de 2005 à 2007 et depuis 2019. Candidat de la Confédération à l’élection présidentielle de 2020, il arrive en quatrième position avec 6,8 % des voix.

## Biographie

### Formation
Né le 13 juin 1982 à Zielona Góra, Krzysztof Bosak étudie l'architecture à l'École polytechnique de Wrocław entre 2001 et 2004, puis le journalisme à l'École supérieure de culture sociale et des médias de Toruń. Entre 2004 et 2008, il suit les cours de sciences économiques à l'École des hautes études commerciales de Varsovie.

### Parcours politique

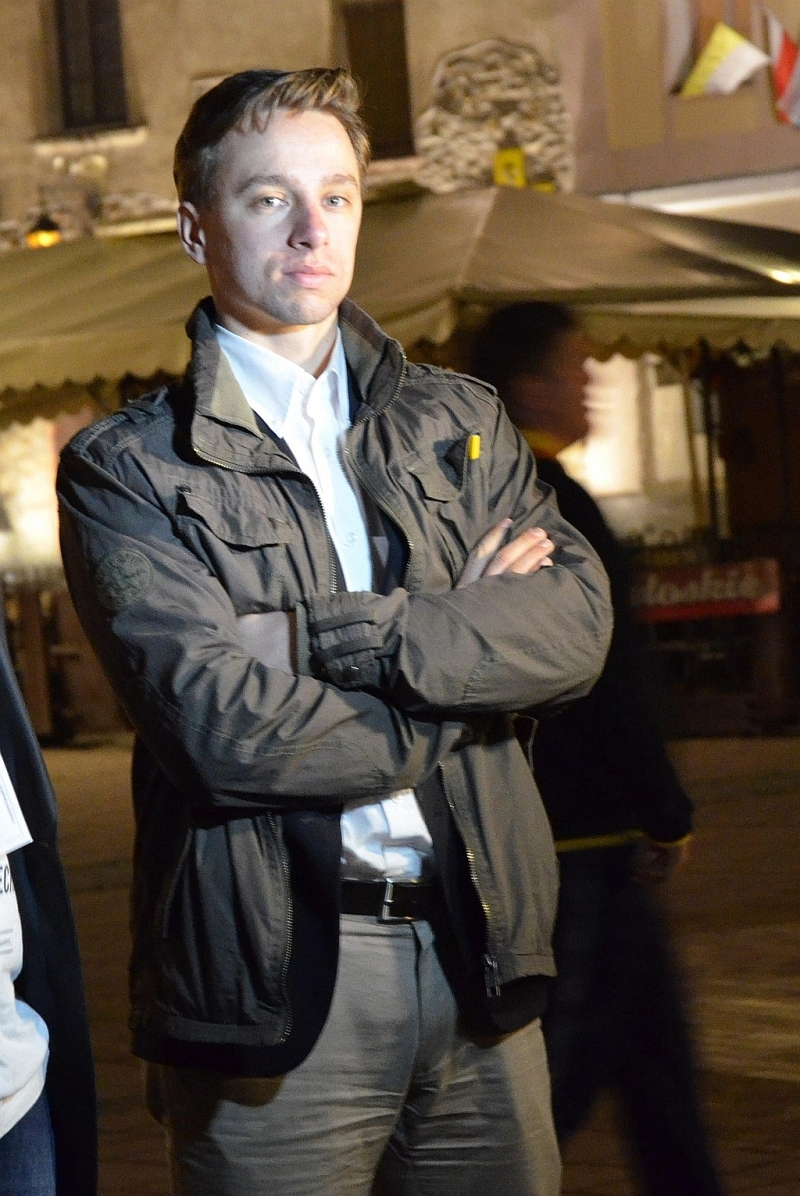
Krzysztof Bosak en 2014.

Membre de la Ligue des familles polonaises (LPR), il est président du mouvement de jeunes nationalistes Młodzież Wszechpolska (pl) de 2005 à 2006 et député à la Diète de la république de Pologne (élu à Zielona Góra) de 2005 à 2007. Il quitte la Ligue des familles polonaises en 2008 et se met en retrait de la vie politique.
Il adhère au Mouvement national (RN) lors de sa création, en 2012, et en devient le vice-président. À la fin de l’année 2018, le RN s’allie au parti paléo-libertarien KORWiN au sein de la coalition informelle « Confédération ».
Candidat aux élections européennes de 2019, Krzysztof Bosak n’est pas élu au Parlement européen, la Confédération échouant de peu à atteindre le seuil des 5 %. Il se présente ensuite aux élections parlementaires, qui lui permettent de faire son retour à la Diète en l’emportant dans la 33e circonscription (Kielce). Il devient alors vice-président et porte-parole du groupe de la Confédération.
Lors d’une primaire, il est désigné candidat de la Confédération à l’élection présidentielle de 2020, face notamment à Grzegorz Braun et Janusz Korwin-Mikke (candidat historique de l’extrême droite à ce type d’élection). À l’issue du premier tour, il termine en quatrième position, réunissant 6,78 % des suffrages exprimés. Il ne donne pas de consigne de vote pour le second tour, qui voit s’opposer Andrzej Duda et Rafał Trzaskowski.

## Prises de position
Krzysztof Bosak est un national-conservateur, fervent catholique et eurosceptique (bien qu’il n’appelle pas la Pologne à quitter l’Union européenne). Il considère que les principaux partis de droite d’Europe occidentale ont cédé à la pression libérale et sont devenus des adversaires des valeurs conservatrices. Selon lui, le parti social-conservateur polonais Droit et justice (PiS) tend vers cette idéologie. 
Il se reconnait « plutôt sceptique » à l’égard de la démocratie. 